# Antonio Genovesi

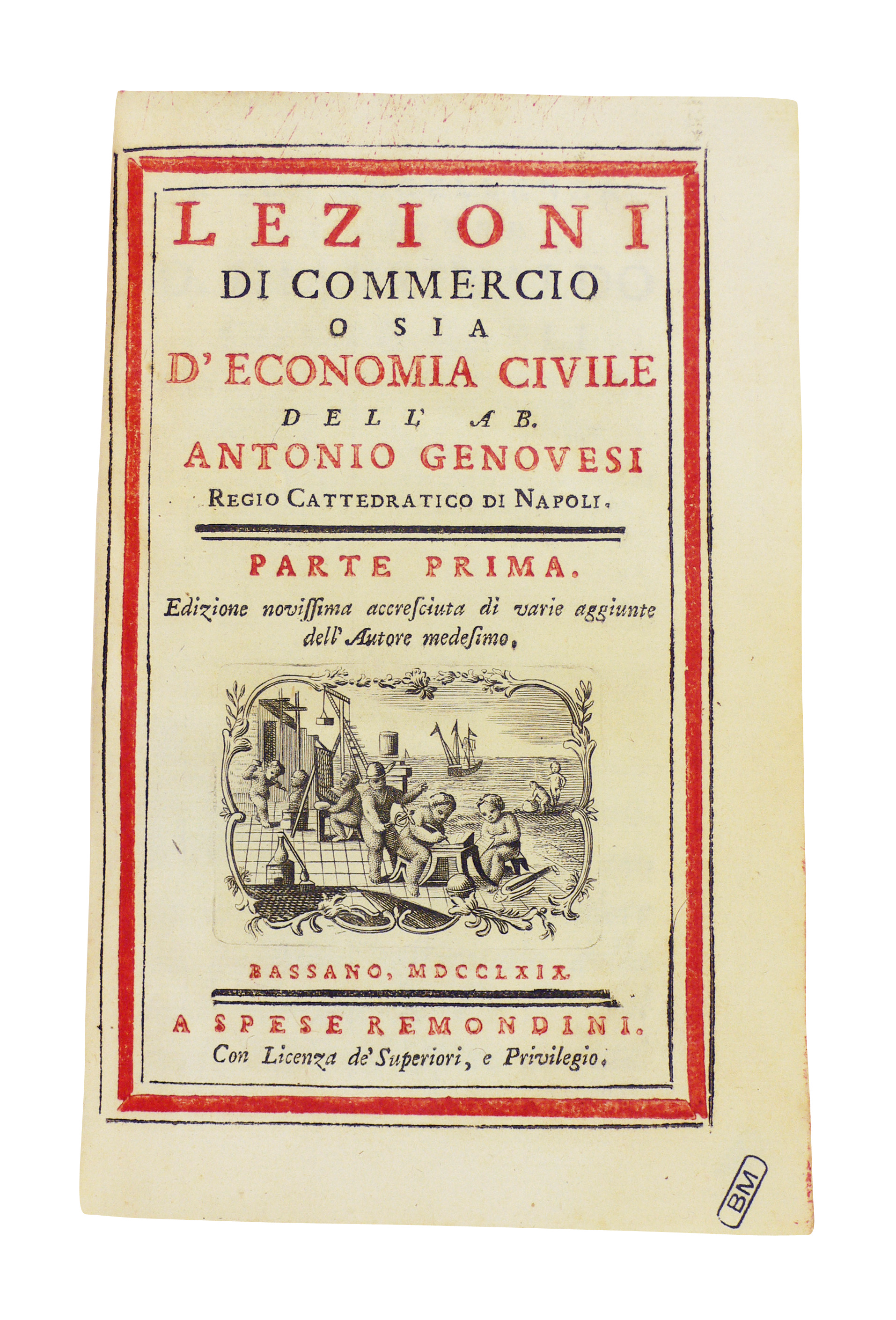
Lezioni di commercio, 1769.

Antonio Genovesi (1 de noviembre de 1713-22 de septiembre de 1769) fue un escritor italiano de filosofía y economía civil.

## Biografía
Genovesi nació en Castiglione, cerca de Salerno, Italia. 
Fue educado para la vida eclesiástica y, luego de algunas vacilaciones, tomó las órdenes en 1736 en Salerno donde fue nombrado profesor de elocuencia del seminario teológico. Durante este período de su vida, comenzó a dedicarse al estudio de la filosofía, especialmente atraído por las ideas de John Locke.[cita requerida] Descontento con la vida eclesiástica, Genovesi renunció a su cargo, y obtuvo el título de abogado en Roma. Habiendo hallado las leyes tan desagradables como la teología, se dedicó enteramente a la filosofía, para la cual fue nombrado profesor extraordinario en la Universidad de Nápoles.
Sus primeros trabajos fueron Elementa Metaphysicae (1743 y ss.) y Logica (1745). El primero está dividido en cuatro partes, Ontosofía, Cosmosofía, Teosofía, Psicosofía, complementados por un tratado de ética y una disertación sobre las primeras causas. La Lógica, un trabajo eminentemente práctico, escrito desde el punto de vista de Locke, está dividido en cinco partes, que tratan sobre:
- La naturaleza de la mente humana, sus facultades y operaciones
- Las ideas y sus clases
- El cierto y el falso, y los varios grados de conocimiento
- Razonamiento y argumentación;
- El método y el ordenamiento de nuestros pensamientos

Genovesi introdujo el nuevo orden de ideas a Italia, preservando al mismo tiempo un justo medio entre los dos extremos del sensualismo y el idealismo.
Aunque fue férreamente combatido por los partidarios de la rutina escolástica, Genovesi halló influyentes patrocinadores. Uno de ellos era Bartolomeo Intieri, quién en 1754 fundó la primera cátedra europea de economía civil (comercio y mecánica) en la Universidad de Nápoles, con la condición de que Genovesi fuese el primer profesor. El fruto de sus trabajos como profesor fueron las Lezioni di Commercio, el primer trabajo completo y sistemático de economía escrito en italiano.
En líneas generales, Genovesi pertenece a la escuela Mercantil, aunque no considera al dinero como la única forma de riqueza. Especialmente dignas de mención en las Lezioni son las secciones sobre las necesidades humanas como el fundamento de la teoría económica, sobre el trabajo como fuente de riqueza, sobre los servicios personales como factores económicos, y sobre el trabajo conjunto de los grandes industriales. Defendió la libertad de comercialización del maíz, la reducción del número de comunidades religiosas, y criticó el control del interés de los préstamos. Siguiendo el espíritu de su época, denunció las reliquias procedentes de las instituciones medievales, como la herencia de terrenos y los bienes y tierras en manos muertas.
Los tratados más importantes de Melchiorre Gioia deben mucho a las conferencias de Genovesi.

## Obras filosóficas
- Elementa scientiarum metaphysicarum, Nápoles, 1743 ;

- De arte logica, Nápoles, 1745 ;

- Lezioni di commercio, o di economia civile, 1757 ;

- Meditazioni filosofiche, Nápoles, 1758 ;

- Lettere accademiche sulla questione se gli ignoranti sono più felici dei dotti, Naples, 1764 ; comentario biblio: este escrito refuta las tesis del Discours de Jean-Jacques Rousseau sobre la influencia de las artes y las ciencias.

- Logica della gioventù, Nápoles, 1766 ;

- Trattato delle scienze metafisiche, Nápoles, 1766 ;

- Dykaeosine, ovvero scienza dei diritti e dei doveri dell’ uomo, tratado de moral, Nápoles, 1767.

## Literatura
- Romualdo Bobba. Commemorazione di Antonio Genovesi, parole lette il 17 marzo 1867 dal preside. Benevent 1867.